# 구하비
구하비(영어: Ku Harvey, 본명: 구본무, 1996년 4월 28일~)는 대한민국의 소설가이다. 서울특별시 강남구 개포동에서 태어났고 미국 하버드대학교 대학원에서 발달심리학을, UC버클리대학교에서 인지과학과 사회학을 공부했다. 2022년 장편소설 《Harbird 22학번》으로 데뷔하며 작품 활동을 시작했다.

## 저작 목록
장편소설
- 《하버드 22학번》, 다산책방 (2022) ISBN 9791130693972